# Adaptive Communication Environment
Adaptive Communication Environment (zkráceně a častěji nazýván ACE) je open source, multiplatformní, objektově orientovaný framework pro vývoj komunikačního softwaru.
ACE je jedním z mnoha řešení běžných problémů při využívání komplexních vlastností moderních operačních systémů jako Meziprocesová komunikace, správa vláken, správy paměti atd.
ACE je napsán v C++, a je možné ho provozovat na mnoha operačních systémech (od UNIX, různých verzí Microsoft Windows, realtime systémů jako VxWorks a QNX po operační systémy pro špičkové počítače jako OpenVMS). Je úspěšně používán v komunikačním průmyslu, například satelity Motorola Iridium.